# Barbara Nielsen
Barbara Nielsen (* 21. September 1949) ist eine niederländische Schauspielerin.

## Leben
Ihren ersten Filmauftritt hatte sie 1972 als Barbara Karska in dem polnischen Filmdrama Anatomie der Liebe. Beim deutschen Film debütierte sie anschließend als Barbara Berent in dem Erotikfilm Zum zweiten Frühstück: Heiße Liebe. In den Musikfilmen Alter Kahn und junge Liebe sowie Schwarzwaldfahrt aus Liebeskummer war sie, nunmehr als Barbara Nielsen, Partnerin des Schlagerstars Roy Black. Sie wurde in diesem Film synchronisiert, da ihr niederländischer Akzent als störend empfunden wurde.
Später spielte sie unter anderem an der Seite von Valérie Kaprisky in dem Erotikthriller Teuflische Umarmung. Im Juni 1979 gab sie ein Interview in der deutschen Ausgabe des Männermagazins Lui.

## Filmografie
- 1972: Anatomie der Liebe (Anatomia miłości)
- 1972: Siedem czerwonych róż czyli Benek Kwiaciarz o sobie i o innych (Fernsehfilm)
- 1972: Zum zweiten Frühstück: Heiße Liebe
- 1972: Robinson und seine wilden Sklavinnen
- 1973: Stawiam na Tolka Banana (Fernsehserie, eine Folge)
- 1973: Alter Kahn und junge Liebe
- 1973: Das Wandern ist Herrn Müllers Lust
- 1973: Wenn jeder Tag ein Sonntag wär
- 1974: Zwei im siebenten Himmel
- 1974: Schwarzwaldfahrt aus Liebeskummer
- 1975: Das Rückendekolleté
- 1975: Armchair Cinema (Fernsehserie, eine Folge)
- 1975: Ich denk’ mich tritt ein Pferd
- 1975: Auch Mimosen wollen blühen
- 1976: Derrick (Fernsehserie; Folge: Auf eigene Faust)
- 1976: Alle Jahre wieder – Die Familie Semmeling (Fernsehserie)
- 1977: Die Unternehmungen des Herrn Hans (Serie, zwei Folgen)
- 1977: Hajka
- 1978: Kameliendame (Fernsehfilm)
- 1983: Monaco Franze (Fernsehmehrteiler)
- 1983: La fiancée qui venait du froid
- 1984: Didi – Der Doppelgänger
- 1984: Teuflische Umarmung (L’année des méduses)
- 1985: Meilensteine des Lebens (Tranches de vie)
- 1990: Der Dschungel muß verrückt sein (Oh Shucks! Here Comes UNTAG)
- 1990: Jenseits der Dunkelheit (Schweitzer)
- 1995: Verdammt nochmal! – Wo bleibt die Freiheit (Soweto Green)
- 1995: Das Verbrechen des Monsieur Stil (Le Crime de monsieur Stil) (Fernsehfilm)
- 1998: Prostytutki